# Iblerov neboder
Iblerov neboder najstariji je neboder u Zagrebu. Ima 10 katova i popularno ga zovu "Drveni neboder". Građen je od 1956. do 1958. godine prema projektu arhitekta Drage Iblera. Zgradu čine poslovna poluugrađena dvokatnica sa stambenim osmerokatnim tornjem – zgrada Autocentra, poznata pod kolokvijalnim nazivom “Drveni neboder”. Sadržajna struktura strogo je diferencirana s trgovačkim lokalima u prizemlju, te uredskim prostorom u dvije etaže podnožja tornja. Zgrada se odlikuje arhitektonskom i graditeljsko-tipološkom vrijednošću te se ubraja u ključna ostvarenja moderne hrvatske arhitekture. Ovaj neboder je zaštićeno kulturno dobro (Z-1472) od 2004. godine.

## Poveznice
- Zagrebački stambeni neboderi